# Steve Delaup
Steve Delaup (Porto Vecchio, 7 agosto 1972) è un ex saltatore con gli sci francese.

## Biografia
In Coppa del Mondo esordì il 15 dicembre 1990 a Sapporo (46°) e ottenne l'unico podio il 19 dicembre 1992 nella medesima località (3°).
In carriera prese parte a due edizioni dei Giochi olimpici invernali, Albertville 1992 (32° nel trampolino normale, 6° nel trampolino lungo, 10° nella gara a squadre) e Lillehammer 1994 (47° nel trampolino normale, 26° nel trampolino lungo, 6° nella gara a squadre), e a due dei Campionati mondiali (4° nella gara a squadre a Falun 1993 il miglior risultato).

## Palmarès

### Coppa del Mondo
- Miglior piazzamento in classifica generale: 12º nel 1993
- 1 podio (individuale):
  - 1 terzo posto